# Euryglossina crococephala
Euryglossina crococephala là một loài Hymenoptera trong họ Colletidae. Loài này được Exley mô tả khoa học năm 1968.